# Вороне (Синельниківський район)
Вороне́ — село в Україні, у Синельниківському районі Дніпропетровської області. Входить до складу Великомихайлівської сільської громади. Населення становить 15 осіб у 2025 році. Орган місцевого самоврядування — Великомихайлівська сільська рада.

## Назва
Постало з хутора Вороного, який отримав свою назву від річки Ворона, біля якої він був розташований.

## Географія
Село Вороне розташоване на лівому березі річки Ворона, нижче за течією на відстані 1 км розташоване село Хороше. Річка в цьому місці пересихає.

## Історія
- 1924 — дата заснування.
- 12 червня 2020 року, відповідно до розпорядження Кабінету Міністрів України № 709-р від «Про визначення адміністративних центрів та затвердження територій територіальних громад Дніпропетровської області», увійшло до складу Великомихайлівської сільської громади[2].
- 19 липня 2020 року, в результаті адміністративно-територіальної реформи та ліквідації Покровського району, село увійшло до складу новоутвореного Синельниківського району[3].

## Населення

### Мова
Розподіл населення за рідною мовою за даними перепису 2001 року:
| Мова       | Кількість | Відсоток |
| ---------- | --------- | -------- |
| українська | 53        | 96.36%   |
| російська  | 2         | 3.63%    |
| Усього     | 55        | 100%     |